# Station Moriguchishi

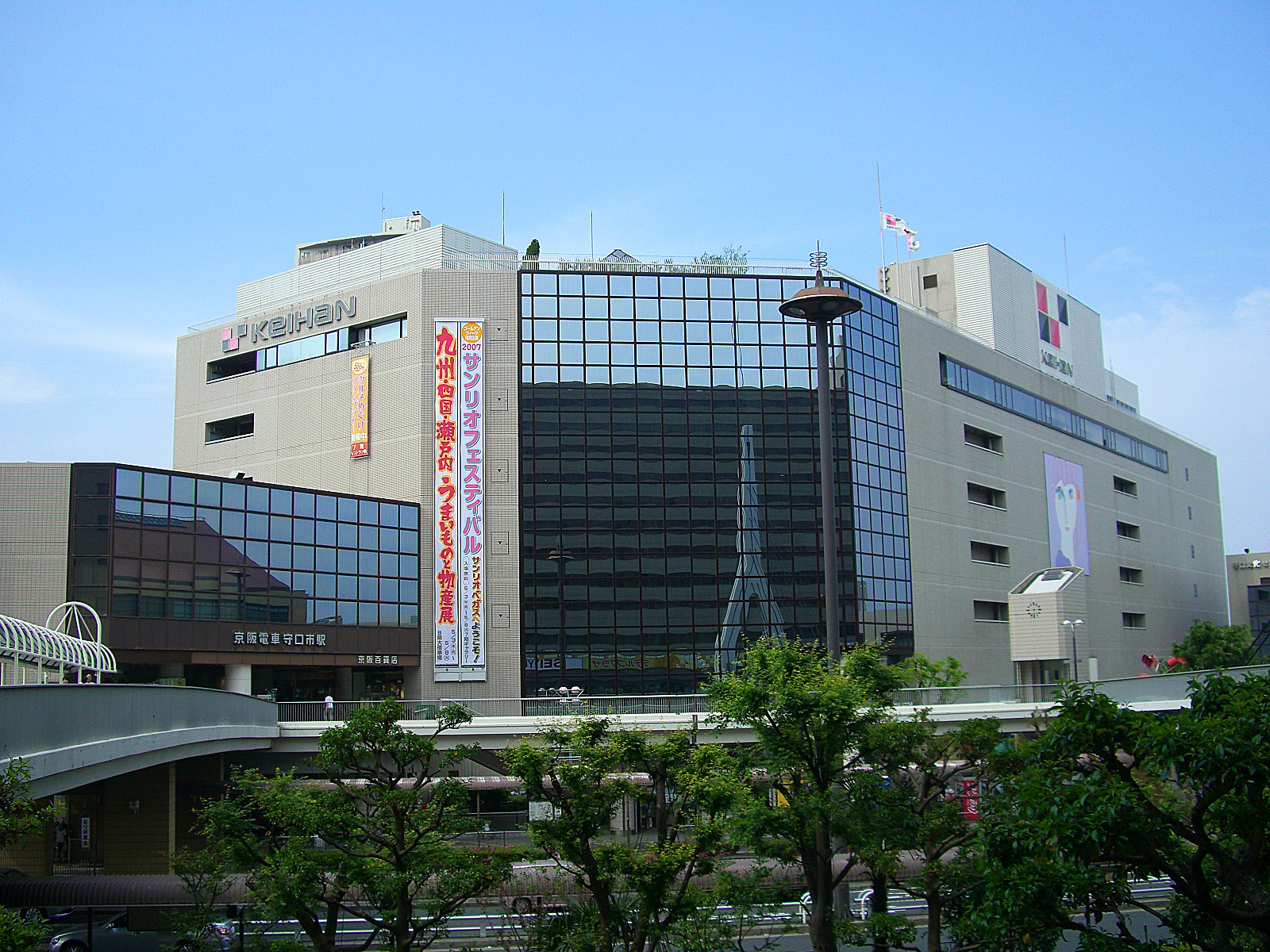
Het Keihan-warenhuis.

Station Moriguchishi (守口市駅, Moriguchishi-eki) is een spoorwegstation in de Japanse stad Moriguchi. Het wordt aangedaan door de Keihan-lijn. Het station heeft vier sporen, gelegen aan twee eilandperrons.

## Treindienst

#### Keihan-lijn
| 1,2 | ■ Keihan-lijn | richting Hirakatashi, Chūshojima, Sanjō en Demachiyanagi |
| 3,4 | ■ Keihan-lijn | richting Kyōbashi, Yodoyabashi en Nakanoshima            |

## Geschiedenis
Het station werd geopend in 1910 onder naam Moriguchi. Sinds 1971 heeft het station de huidige naam.

## Overig openbaar vervoer
Bussen 1, 2, 3, 4, 9A, 19, 29 en 30 van het stadsnetwerk van Ōsaka. Daarnaast is er een langeafstandsbus naar de luchthaven Kansai en een snelbus naar het station Shin-Ōsaka.

## Stationsomgeving
- Keihan warenhuis Moriguchi
- Seiyu (supermarkt)
- Cultureel centrum van Moriguchi
- Hotel Agora Ōsaka Moriguchi
- Hoofdkantoor van Sanyo Electric
- Stadhuis van Moriguchi
- Keihan Higashi-dōri winkelpromenade
- McDonald's
- FamilyMart
- Sunkus